# Fisheye (singolo)
Fisheye è un singolo del gruppo musicale norvegese Shining, pubblicato il 30 novembre 2009 come primo estratto dal quinto album in studio Blackjazz.

## Video musicale
Il videoclip, diretto dai Blæst, è stato presentato l'8 gennaio 2012 attraverso il canale YouTube del gruppo. Riguardo alla sua pubblicazione, avvenuta a oltre due di distanza dal singolo, il frontman ha commentato:

## Tracce
1. Fisheye (Extended Version) – 6:56
2. Fisheye (Radio Edit) – 3:13

## Formazione
Gruppo
- Munkeby – voce, chitarra e sassofono, tastiera, aerofoni, sintetizzatore, FX e programmazione aggiuntive
- Lofthus – batteria
- Kreken – basso
- Moen – tastiera, sintetizzatore
- Hermansen – chitarra

Produzione
- Munkeby – produzione, registrazione
- Sean Beavan – missaggio
- Tom Baker – mastering
- Espen Høydalsvik – registrazione
- Johnny Skalleberg – registrazione
- Lars Voldsdal – registrazione